# Music Is You
《Music Is You》는 대한민국의 히트곡 작사가이자 가수인 박주연의 세 번째 앨범이다. 정석원, 지영무, 최성원 등이 참여했다.
대부분 곡의 가사를 박주연이 직접 썼으며 재치있고 아름다운 가사가 엿보인다. 이 앨범엔 박주연의 데뷔곡과 자작곡이 수록되어 있으며, 자작곡 `음악은 너`는 7개월 후 발표되는 강수지 6집 `슬픔은 너`로 재수록 된다.

## 곡 목록
1. 내가 설마 결혼을 - 지영무 작곡/편곡 4.26
2. 마지막 경고 - 정석원 작곡/편곡 4.01
3. 일어나! - 최진영 작곡/편곡 3.17
4. 즐거운 상상 R.Williams 작곡 최성원 편곡 2.46
5. 무인도에서 - 지영무 작곡/편곡 4.27
6. 그댄 왠지 달라요 - 최성원 작사/작곡/편곡 3.39
7. 다만 - 김하용덕 작사/작곡 최성원 편곡 2.41
8. 음악은 너 - 박주연 작곡 김성수 편곡 4.02